# Wolfgang Hübsch
Pour les articles homonymes, voir Hübsch.
Wolfgang Hübsch, né le 12 novembre 1939 à Münichholz (de), section de la ville de Steyr, en Autriche, est un acteur autrichien.

## Filmographie partielle

### Au cinéma
- 1976 : Stationschef Fallmerayer : Adam Fallmerayer
- 1987 : Terre étrangère (Das weite Land) : Mauer
- 1991 : Im Dunstkreis : Müllner
- 1995 : Brennendes Herz
- 1996 : Charms Zwischenfälle
- 1997 : Die Schuld der Liebe : Vanek
- 1997 : Qualtingers Wien : Hofrat
- 2001 : Feindliche Übernahme - althan.com : Granitz
- 2001 : Bride of the Wind : Carl Moll
- 2002 : Ikarus : Wild
- 2009 : Mein Kampf : Mandelbaum
- 2010 : Furcht & Zittern : Dr. Meier
- 2012 : One Two Three Cheers and a Tiger: The Dream : Astronaut
- 2015 : Drei Eier im Glas : Meinhard Gnom
- 2017 : Onkel Wanja (post-production) : Alexander
- 2019 : Nevrland de Gregor Schmidinger (en) : le grand-père
- 2021 : I'm Your Man (Ich bin dein Mensch) de Maria Schrader : le père Felser
- 2024 : Andrea lässt sich scheiden de Josef Hader :

### À la télévision
- 2006 : Prince Rodolphe : l'héritier de Sissi (Kronprinz Rudolf) de Robert Dornhelm (téléfilm) : Archbishop Schwarzenberg

## Récompenses et distinctions
- Médaille d'honneur de la cité de Vienne
- Ordre du Mérite autrichien
- Prix Karl Skraup (de)
- Officier de l'ordre du Mérite autrichien
- Kammerschauspieler